# Nikolai Ottowitsch von Essen

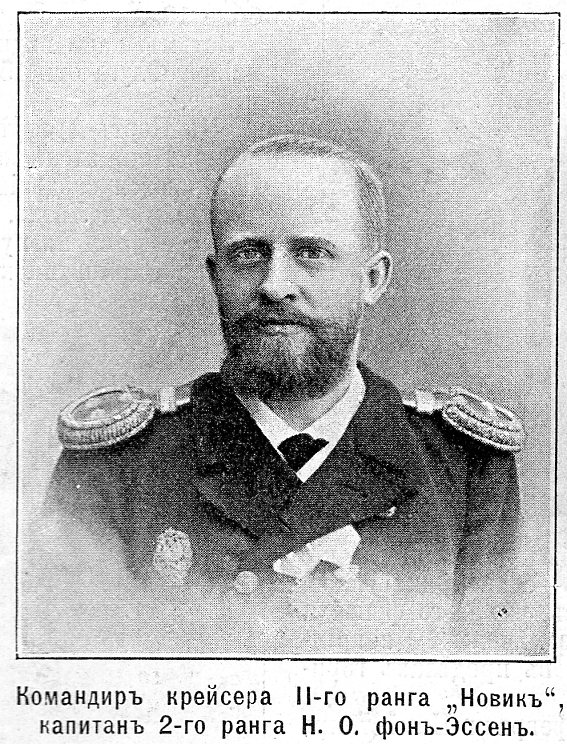
Nikolai von Essen als Kommandant der Nowik, Februar 1904

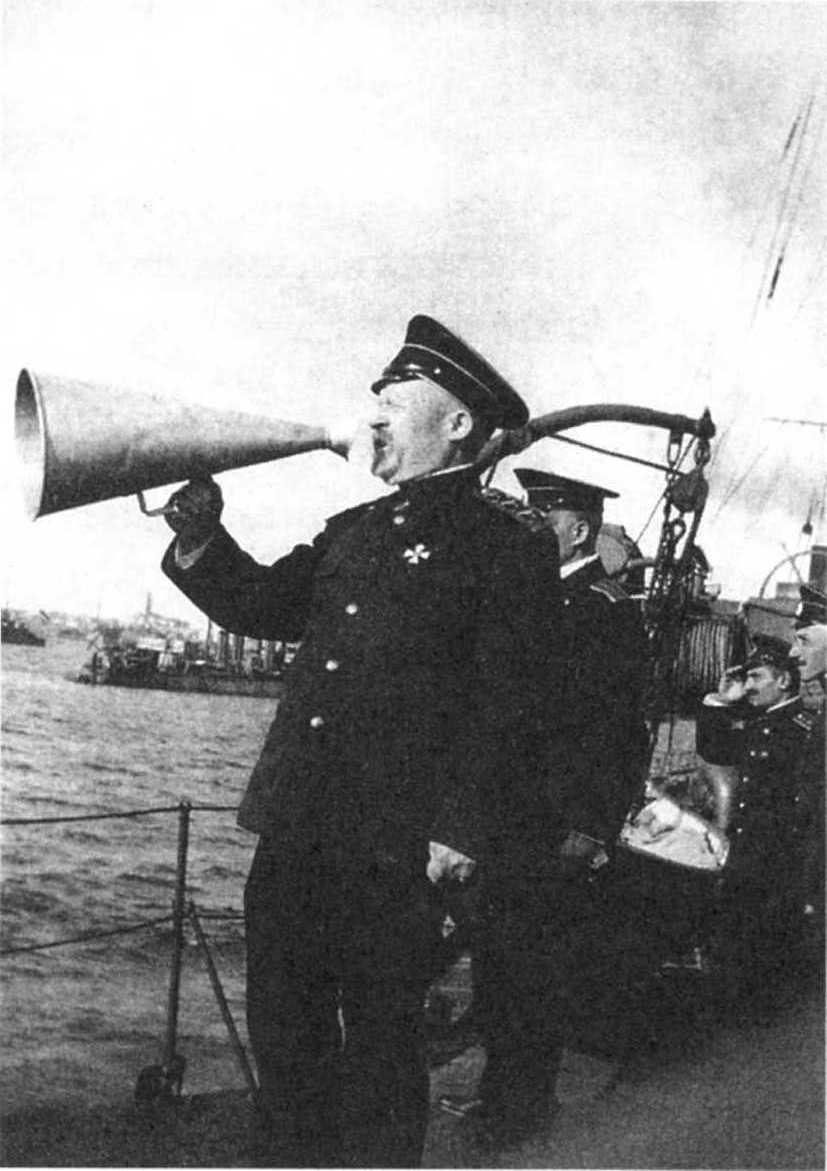
Admiral Nikolai Ottowitsch von Essen

Nikolai Ottowitsch von Essen (russisch Николай Оттович фон Эссен; wissenschaftliche Transliteration Nikolaj Ottovič fon Ėssen, * 11. Dezemberjul. / 23. Dezember 1860greg. in Sankt Petersburg; † 7. Maijul. / 20. Mai 1915greg. in Reval) war ein Admiral der kaiserlich-russischen Marine, Marinereformer und Oberbefehlshaber der Baltischen Flotte im Ersten Weltkrieg. Er wird weithin als der fähigste russische Admiral zu Beginn des Ersten Weltkriegs angesehen.

## Leben

### Abstammung und Karrierebeginn
Von Essen stammte aus einer deutsch-baltischen Seefahrerfamilie, die 1833 in den russischen Grafenstand gehoben wurde. Seine Eltern waren der Geheimrat, Senator, Staatssekretär und Gehilfe des Justizministeriums Otto von Essen (1828–1876) und Ljubow Drushinin († 1906). Seine Vorfahren hatten seit mehr als zwei Jahrhunderten in der Marine gedient, und sieben von ihnen waren mit dem St. Georgskreuz, der höchsten militärischen Auszeichnung des Zarenreiches, geehrt worden. Nach Absolvierung der russischen Marineschule (1880) und der Nikolajewski Marineakademie (1886) diente von Essen zunächst im Schwarzen Meer und Mittelmeer und danach im Fernen Osten. Sein erstes Kommando war das Minenräumboot No. 120, das er 1897 bis 1898 befehligte. Darauf folgten das Kanonenboot Grosjaschtschi (1898–1900), der Dampfer Slavianka (1901–1902) und schließlich der Geschützte Kreuzer Nowik (1902–1904).

### Russisch-Japanischer Krieg
Im Russisch-Japanischen Krieg 1904–1905 befehligte Kapitän Zweiten Ranges von Essen zunächst weiterhin den Kreuzer Nowik. Danach übernahm er, auf Befehl von Admiral Makarow, das Linienschiff Sewastopol, das er in der Seeschlacht im Gelben Meer befehligte und das danach mit dem Rest der russischen Flotte in Port Arthur eingeschlossen war. (Der Vorgänger, Kapitän Tschernitschew, hatte sich durch Navigationsfehler und andere Versäumnisse in Makarows Augen disqualifiziert.) Unter Missachtung seiner Befehle unternahm von Essen, um dem vorhersehbaren ruhmlosen Ende der russischen Pazifikflotte während der Belagerung von Port Arthur zu entgehen, mit der Sewastopol und dem Kreuzer Novik einen Ausbruchsversuch und kehrte erst wieder zurück, nachdem er mit dem weit überlegenen Gegner ins Gefecht gekommen war und zurückgeworfen worden war. Vier der fünf russischen Linienschiffe in Port Arthur wurden im Verlauf der japanischen Belagerung von schweren landgestützten Belagerungsbatterien versenkt oder kampfunfähig geschossen. Die Sewastopol erhielt fünf schwere Treffer, konnte sich aber schließlich aus dem Feuerbereich der japanischen Batterien retten. Daraufhin sandte Admiral Togo in den folgenden drei Wochen sechs Wellen von Zerstörerangriffen gegen das letzte verbliebene russische Schlachtschiff. Insgesamt 124 Torpedos wurden auf die Sewastopol abgeschossen, die zwar schwer beschädigt wurde, aber weiterhin teilweise kampfbereit blieb. Ihrer Gegenwehr erlagen zwei Zerstörer, die versenkt wurden, während sechs weitere beschädigt wurden. Als Port Arthur am 2. Januar 1905 schließlich kapitulierte, ließ von Essen sein schwer angeschlagenes Schiff in etwa 55 m Wassertiefe von der eigenen Besatzung versenken. Er kam, wie der Rest der Verteidiger von Port Arthur, in japanische Gefangenschaft.

### Zwischenkriegszeit
Nach Beendigung des Krieges und seiner Repatriierung erhielt von Essen den Befehl über den neuen Panzerkreuzer Rurik (russ. Рюрик), der 1906 bei Vickers in England für die Kaiserlich-Russische Marine gebaut worden war. Die Rurik war, was Anzahl und Kaliber der Hauptartillerie betraf, der am schwersten bewaffnete Panzerkreuzer, der jemals gebaut wurde. Allerdings war sie mit nur 21,4 Knoten recht langsam. Im Ersten Weltkrieg war die Rurik Flaggschiff der Baltischen Flotte.
1908 wurde von Essen zum Konteradmiral befördert, und im folgenden Jahre erhielt er den neugeschaffenen Posten des Befehlshabers der Baltischen Flotte. Die Beförderung zum Admiral erfolgte 1913.
Von Essen hatte, wie viele jüngere russische Seeoffiziere, aus dem katastrophal verlorenen Seekrieg gegen Japan und der Meuterei der Schwarzmeerflotte gelernt und drängte auf weitreichende Reformen. Da das 1907 verabschiedete Flottenbauprogramm trotz seiner Bemühungen nur sehr zögerlich ausgeführt wurde, setzte er sich mit einer Handvoll Gleichgesinnter für ein neues Bau- und Modernisierungsprogramm 1912–1916 ein, das schließlich von der Duma verabschiedet wurde. Er unterstützte und förderte Offiziere, die wie er moderne Strukturen, Kampfmethoden und Kommunikationsmittel einzuführen suchten, und er erkannte frühzeitig die Bedeutung von U-Booten und Flugzeugen. Zur Verbesserung der Ausbildung junger Seeoffiziere gründete er die Seekadettenschule in Kronstadt. Auch betonte er, insbesondere nachdem er mit den Einzelheiten der Meuterei auf der Pamiat Azova vertraut geworden war, dass neben der technischen und taktischen Ausbildung auch auf bessere Menschenführung und Truppenmoral geachtet wurde. Auf Grund seiner Erfahrungen aus dem Russisch-Japanischen Krieg ließ von Essen die taktischen Anleitungen modernisieren und auf offensive Kampfführung ausrichten; ihm lag daran, die Flotte nicht im Finnischen Meerbusen einschließen zu lassen und ihr taktisch-operative Freiheit zu sichern.

### Erster Weltkrieg
Als der Erste Weltkrieg ausbrach, hatte Admiral von Essen die Baltische Flotte in einen für die damaligen russischen Verhältnisse bemerkenswert kriegsbereiten Zustand versetzt, der auch offensive Kampfhandlungen zuließ. Die Flotte, mit Hauptquartier im damaligen Helsingfors, bestand aus vier Linienschiffen, fünf Panzerkreuzern, vier Kleinen Kreuzern, 62 Torpedobooten, 12 U-Booten und zahlreichen kleineren und Spezialeinheiten. Seine Vorgesetzten (er war operativ der 6. Armee unter General K. P. van der Flit unterstellt, die Petrograd verteidigen sollte) bevorzugten jedoch Vorsicht und eine defensive Haltung in der Ostsee. Von Essen war daher gezwungen, seine Hauptmacht im Finnischen Meerbusen zu konzentrieren, die älteren Einheiten im Rigaischen Meerbusen zu stationieren, und sich aus Libau zurückzuziehen. Für die von ihm bevorzugte offensive Kriegführung blieben ihm damit vor allem seine U-Boote und Torpedoboote, wobei letztere insbesondere im Minenkrieg eingesetzt wurden.
Dennoch versuchte von Essen in den ersten Kriegswochen, auch mit stärkeren Kräften die Initiative zu ergreifen. Am 9. August 1914 führte er einen Teil seiner Flotte nach Westen, um schwedische Einheiten in der Gegend von Gotland anzugreifen. Bevor es jedoch zu Kampfhandlungen kam (die Schweden vermutlich zum Kriegseintritt gezwungen hätten), wurde er zurückbefohlen, da man in Petrograd eine deutsche Großoffensive in der Ostsee befürchtete und die Flotte in Verteidigungsstellung halten wollte.
Am 27. August 1914 führte von Essen die beiden Panzerkreuzer Rurik und Pallada in die Ostsee, um dort Handelskrieg zu führen. Obwohl das Unternehmen erfolglos blieb, war dieser Vorstoß doch für die Moral der russischen Marine wichtig, da er den Besatzungen signalisierte, dass sie nicht nur untätig in ihren Häfen zu verbleiben hatten.

### Tod
Nikolai von Essen starb unerwartet plötzlich am 20. Mai 1915 an einer Lungenentzündung. Er wurde auf dem Nowodewitschi-Friedhof in Sankt Petersburg beigesetzt.

### Familie
Nikolai von Essens Frau Maria von Essen, geb. Wassiljew (1862–1929) setzte sich als Vorsitzende der Damengesellschaft der Marine für die materielle und moralische Unterstützung der Matrosen der Baltischen Flotte ein. Sein Sohn Anton (* 1888) war Kommandant des U-Boots AG-14 und fiel am 24. Oktober 1917. Die Töchter Maria (* 1886), Julie (* 1892) und Wera (* 1897) waren mit Marineoffizieren verheiratet.

## Würdigung
Im Russischen Bürgerkrieg besaß die Weiße Armee 1919 einen Panzerzug namens „Admiral Essen“, der im Raum Narva-St. Petersburg eingesetzt war.
Die Russische Marine benannte 2014 die Fregatte Admiral Essen des Projekt 11356M (Admiral-Grigorowitsch-Klasse), die zur Schwarzmeerflotte gehört, nach Admiral Essen.